# كتصوف

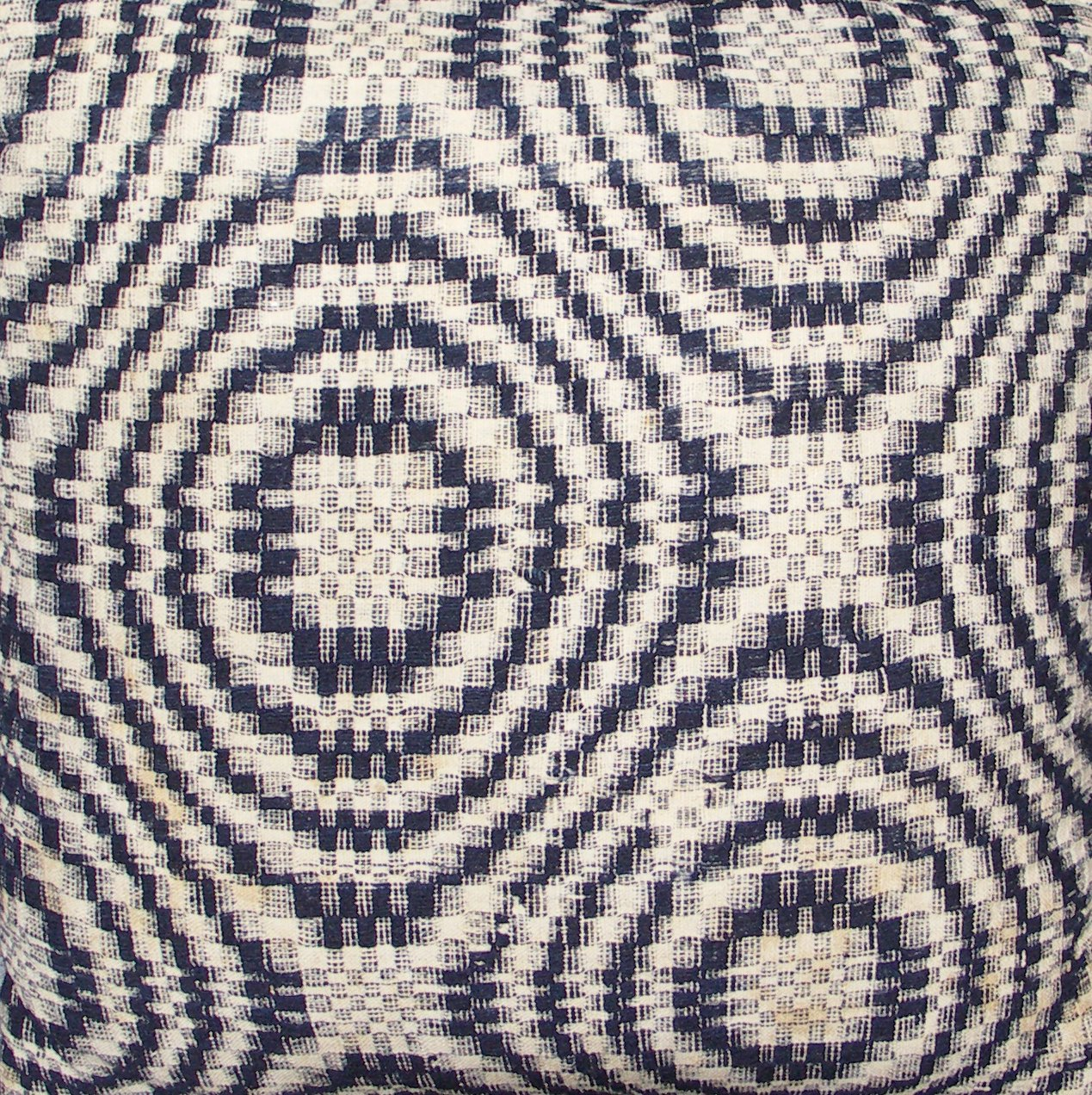
كتصوف من الأمريكية الاستعمارية

الكَتْصُوف نسيج مبرد خشن أو سادة منسوج بسداة من الكتان ولحمة صوفية. الاسم لفظ منحوتٌ من كلمتي كتان وصوف. عرف هذا النسيج منذ العصور القديمة. المعروف باسم الشَّتنز [الإنجليزية] بالعبرية فإن التوراة وبذلك القانون اليهودي نهى صراحةً عن ارتدائها.